# Ricki Lake

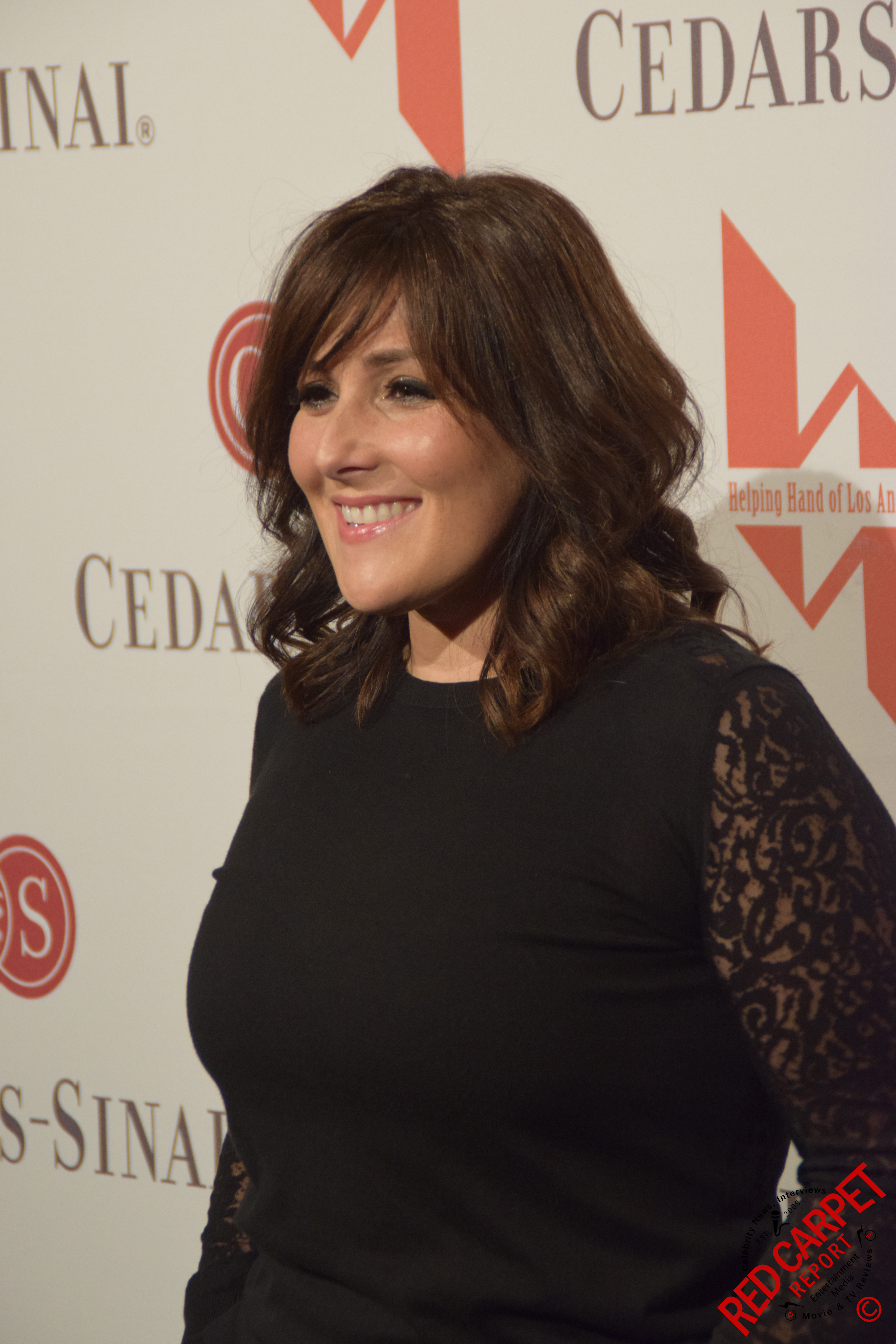
Ricki Lake, 2015

Ricki Pamela Lake (* 21. September 1968 in Hastings-on-Hudson, New York) ist eine US-amerikanische Talkshowmoderatorin und frühere Schauspielerin.

## Leben
Lake besuchte zuerst die Hastings High School, dann die Professional Children's School in New York City, wo sie Schauspiel lernte. Anschließend studierte sie ein Jahr lang am Ithaca College.
Zu den ersten Filmen mit Lake gehörte Hairspray (1988) von John Waters, für den sie im Jahr 1989 für den Independent Spirit Award nominiert wurde. In der Komödie Serial Mom – Warum läßt Mama das Morden nicht? (1994) spielte sie die Rolle von Misty Sutphin, der Tochter von Beverly Sutphin, die Kathleen Turner spielte. In der Komödie Mrs. Winterbourne (1996) spielte sie neben Shirley MacLaine und Brendan Fraser eine der Hauptrollen.
Von 1993 bis 2004 hatte Lake ihre eigene Talkshow namens Ricki Lake. Für ihre Moderation wurde sie 1994 für den Daytime Emmy nominiert. 1996 wurde sie mit dem schwedischen Aftonbladets TV-pris ausgezeichnet. Sie trat ebenfalls in einigen Folgen der Fernsehserie King of Queens in der Rolle der Stefanie, Dougs Schwester, auf. 2006 moderierte sie die CBS-Fernsehshow Gameshow Marathon.
2008 erschien der mit Abby Epstein gedrehte Dokumentationsfilm The Business Of Being Born, der sich mit dem Thema natürliche Geburt befasst und aktuelle, schädliche Praktiken in der Geburtshilfe in Frage stellt. Im November 2011 erscheint die Fortsetzung mit More Business Of Being Born, der noch weitergehend Blicke auf Geburtsmöglichkeiten wirft und auch die Geburtsgeschichten von Prominenten beinhaltet. Von 2012 bis 2013 präsentierte sie nochmal eine Talkshow, die The Ricky Lake Show, und gewann trotz der frühen Absetzung 2013 mit dem Daytime Emmy als Herausragender Talkshow-Moderator den ersten Preis ihrer Karriere.
Lake war von 1994 bis 2003 mit Rob Sussman verheiratet und hat mit ihm zwei Söhne (* 1997, * 2001). Von 2012 bis 2015 war sie mit Christian Evans verheiratet. Im Januar 2022 heiratete sie Ross Burningham.

## Filmografie (Auswahl)
- 1988: Hairspray

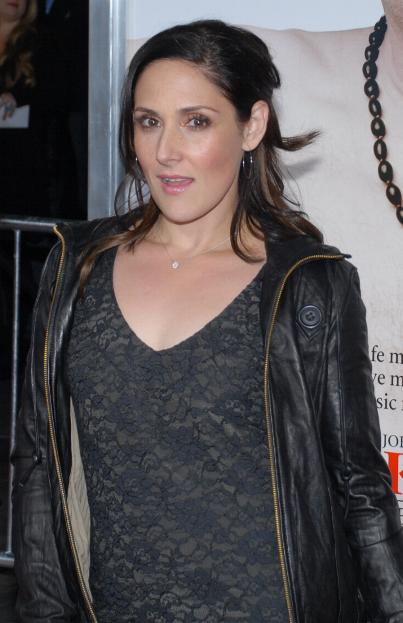
Ricki Lake, 2007

- 1988: Die Waffen der Frauen (Working Girl)
- 1989: Cookie
- 1989: Letzte Ausfahrt Brooklyn (Last Exit to Brooklyn)
- 1990: Cry-Baby
- 1992: Der ganz normale Wahnsinn (Inside Monkey Zetterland)
- 1994: Serial Mom – Warum läßt Mama das Morden nicht? (Serial Mom)
- 1996: Mrs. Winterbourne
- 1998: Ein Detektiv auf Samtpfoten (Murder she purred: A Mrs. Murphy Story)
- 2000: Cecil B. (Cecil B. DeMented)
- 2000–2001: King of Queens (The King of Queens, Fernsehserie, sechs Episoden)
- 2007: Hairspray (Cameo-Auftritt)
- 2008: The Business Of Being Born
- 2010: Drop Dead Diva (Fernsehserie, Episode 2×02)
- 2011: More Business Of Being Born
- 2016: Embrace – Du bist schön (Embrace, Dokumentarfilm)
- 2019: The Masked Singer (Fernsehsendung, Teilnehmerin Staffel 1, 7. Platz)